# Melodifestivalen 1960

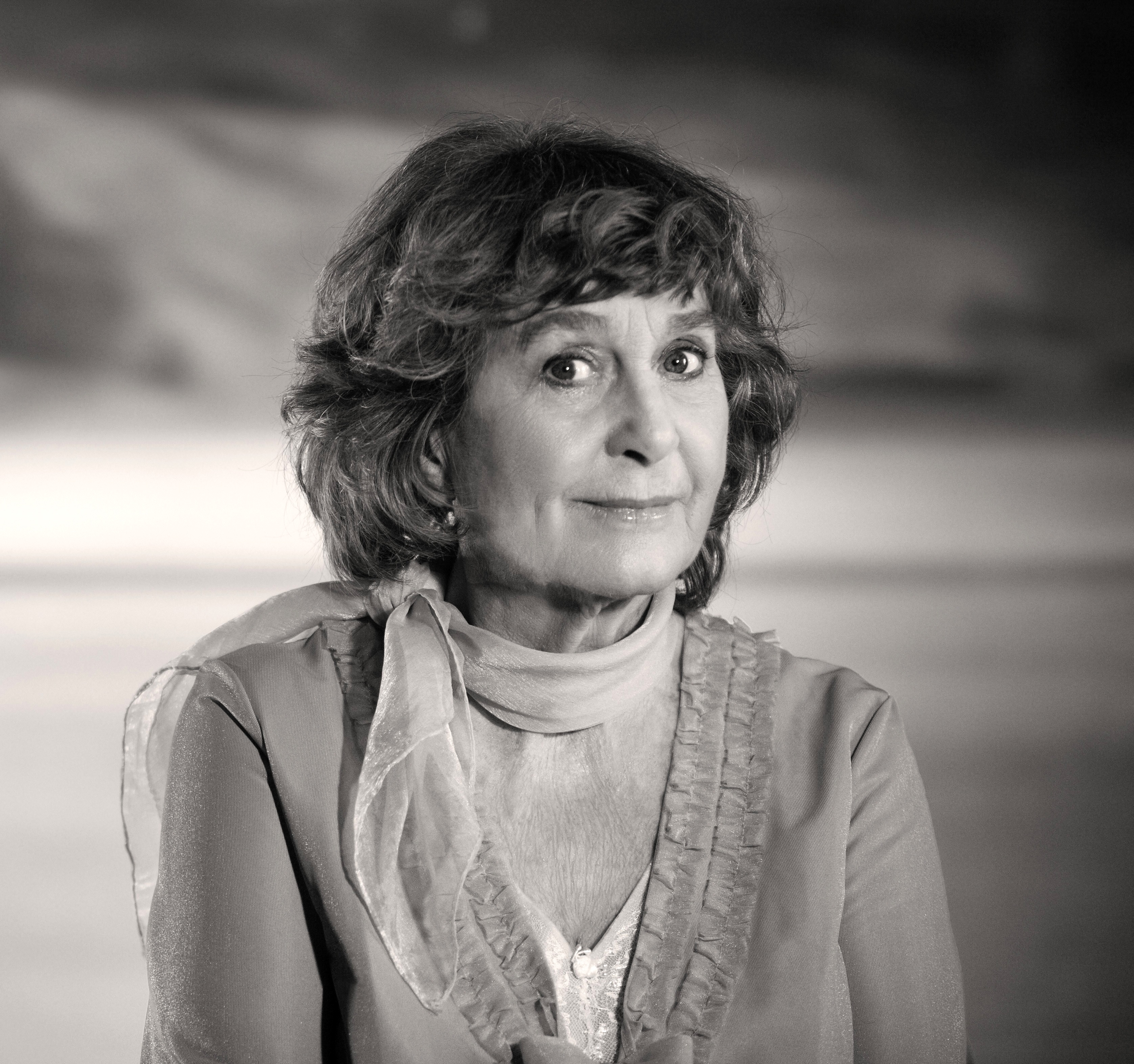
Siw Malmkvist fick tävla för Sverige i Eurovision Song Contest 1960 med låten "Alla andra får varann". Hon vann, dock, aldrig den svenska uttagningen med den låten.

Melodifestivalen 1960, eller Eurovisionsschlagern - Svensk final/Schlagerfinalen, var den tredje upplagan av musiktävlingen Melodifestivalen och samtidigt Sveriges uttagning till Eurovision Song Contest 1960. 
Finalen hölls den 2 februari 1960, där melodin "Alla andra får varann", framförd av Östen Warnerbring och Inger Berggren (varsin gång) vann genom att ha fått högst antal poäng av jurygrupperna. Formatet med åtta semifinaler à två bidrag per semifinal samt en slutgiltig final behölls, med förändringen att man inför finalen höll en extra final som utsåg fyra finalister. 
Alla andra får varann fick sedan representera Sverige i ESC 1960 som hölls i London i Storbritannien den 29 mars 1960. Låten  framfördes dock i finalen inte av någon av artisterna som vann uttagningen i Sverige, utan istället av Siw Malmkvist. Detta var troligen en fråga om "plåster på såren" för att hon inte fick åka 1959 när hon vann med "Augustin".

## Tävlingsupplägg[2]
Upplägget med åtta semifinaler (som sändes i radio) och en final behölls från året innan, men med ett par förändringar. En stor förändring var att Sveriges Radio-TV använde sig av en jury i semifinalerna som utsåg åtta finalister (av totalt sexton tävlande). Därefter fick en annan jury besluta fyra finalistbidrag innan finalen hölls. En annan stor förändring var att Sveriges Radio-TV ville att melodierna skulle stå i centrum och inte artisten. Därför sjöngs de fyra finalbidragen av två artister vardera och av två olika orkestrar. 
Precis som året innan valde Sveriges Radio-TV att skicka en annan artist än vinnarartisten/-erna till Eurovision Song Contest. Siw Malmkvist fick en ny chans efter att ha blivit bortvald av Sveriges Radio-TV till ESC-finalen efter sin vinst föregående år. 
Totalt skickades det in cirka 1 100 bidrag till tävlingen, vilket var en ökning med 900 bidrag från året innan. Av dessa inskickade bidrag valde en jury ut sexton stycken att tävla i semifinalerna. I varje semifinal, som hölls i tv-programmet Säg det med musik, tävlade två bidrag. Vinnarbidraget gick till inför-finalen, där fyra av åtta tog sig till den slutgiltiga finalen. Programledare i finalen var Jeanette von Heidenstam.

### Återkommande artister
| Artist                           | Tidigare år (med placering) (Melodifestivalen) | Tidigare år (med placering) (ESC) |
| -------------------------------- | ---------------------------------------------- | --------------------------------- |
| Östen Warnerbring                | 1959 (4:a, 5:a)                                | –                                 |
| Siw Malmkvist (ESC-representant) | 1959 (1:a)                                     | Deltog ej i ESC 1959              |

### Övrigt
- Förhandsfavoriten innan finalen var Underbar, så underbar, kanske på grund av att juryn lät uttala att det var deras favorit efter semifinalen.
- Även detta år sändes finalen via Nordvision vilket gjorde det möjligt för Danmark och Norge att samsända tävlingen.
- Festivalen är den äldsta, i sin helhet, bevarade Melodifestival som finns i SVT:s arkiv. Av föregående års tävling, samt de festivaler som sändes mellan 1961 och 1973, finns enbart ett fåtal klipp kvar.
- Röstningen detta år är en av festivalens klassiker, då von Heidenstam stod framför en svarta tavlan med pekpinne och redovisade resultaten.

## Semifinalerna
I varje program av Säg det med musik, vilket sändes under hösten 1959, tävlade två bidrag, där en jury fick rösta fram vinnarbidraget. I de åtta semifinalprogrammen bestod juryn av Roland Eiworth, Ulf Peder Olrog och Willard Ringstrand, medan i inför-finalen fick istället Harry Arnold, Ulla Christenson, Per-Martin Hamberg, Olle Helander, Alf Montán, Ulf Peder Olrog och Sven Paddock agera jury och bestämma finalbidragen. Inför finalen hade således åtta bidrag gått till final, men i inför-finalen den 28 december 1959 minskades dessa till fyra. Programmet finns inte bevarat så man vet inte hur röstningen gick till. De bidrag som står nedan gick från semifinalerna till inför-finalen, de som har beige bakgrund tog sig ända till final.
| Artist            | Låt                          | Upphovsmän (Text & musik)                      |
| ----------------- | ---------------------------- | ---------------------------------------------- |
| Mona Grain        | Alexander                    | Åke Gerhard (tm)                               |
| Östen Warnerbring | Alla andra får varann        | Åke Gerhard (t), Ulf Källqvist (m)             |
| Lill-Babs         | En kyss                      | Fritz-Gustaf Sundelöf (t), Albert Stenbock (m) |
| Bertil Englund    | Flicka med positiv           | Eric Sandström (t), Bobbie Ericson (m)         |
| Britt Damberg     | Nancy, Nancy                 | Åke Gerhard (t), Sune Borg (m)                 |
| Lars Lönndahl     | Res med mig (till Marseille) | Eric Sandström (t), Bobbie Ericson (m)         |
| Inger Berggren    | Underbar, så underbar        | Per Lindqvist (tm)                             |
| Tommy Jacobsson   | Vårens första flicka         | Åke Gerhard (t), Gunnar Hoffsten (m)           |

## Finalen
Finalen av festivalen 1960 sändes den 2 februari 1960 från Cirkus i Stockholm. Programledare var Jeanette von Heidenstam. Varje bidrag framfördes av två olika artister och av två olika orkestrar, en stor och en liten. Den lilla bestod av Göte Wilhelmsons kvartett och den stora av Sveriges Radios underhållningsorkester under ledning av Thore Ehrling. Det fanns en expertjury på tolv personer bestående av tre personer i fyra olika städer (Stockholm, Göteborg, Malmö och Luleå). Varje medlem hade 1 till 10 poäng att dela ut till varje bidrag. 

### Startlista
| Nr | Artist Stor orkester | Artist Liten orkester | Låt                   | Upphovsmän (Text & musik)          |
| -- | -------------------- | --------------------- | --------------------- | ---------------------------------- |
| 1  | Inger Berggren       | Östen Warnerbring     | Underbar, så underbar | Per Lindqvist (tm)                 |
| 2  | Britt Damberg        | Mona Grain            | Nancy, Nancy          | Åke Gerhard (t), Sune Borg (m)     |
| 3  | Östen Warnerbring    | Inger Berggren        | Alla andra får varann | Åke Gerhard (t), Ulf Källqvist (m) |
| 4  | Mona Grain           | Britt Damberg         | Alexander             | Åke Gerhard (tm)                   |

### Poäng och placeringar
| Nr | Låt                   | Stholm | Gbg | Malmö | Luleå | Total- summa | Placering |
| -- | --------------------- | ------ | --- | ----- | ----- | ------------ | --------- |
| 1  | Underbar, så underbar | 18     | 10  | 25    | 23    | 76           | 2         |
| 2  | Nancy, Nancy          | 10     | 12  | 21    | 13    | 56           | 4         |
| 3  | Alla andra får varann | 16     | 20  | 19    | 30    | 85           | 1         |
| 4  | Alexander             | 14     | 11  | 24    | 18    | 67           | 3         |

## Eurovision Song Contest
Trots att Nederländerna vunnit året innan valde de att avstå värdlandskap det här året, eftersom de inte ville arrangera då landets nationella tv-bolag ansåg att det hade gått för kort tid sedan landets tidigare arrangörskap 1958. Därför lät EBU Storbritannien arrangera, och tävlingen förlades till London den 29 mars 1960. Alla länder som tävlade året innan var med det här året, samt Luxemburg som återkom. Norge gjorde sin debut det här året.
Upplägget från året innan behölls, då varje land hade en jury på tio personer där varje jurymedlem hade varsin röst att lägga på varje bidrag. Därför blev poängen den klumpsumma varje bidrag fått av respektive land. Varje lands jury hade för första gången tillgång till förinspelade repetitioner för att bedöma låtarna.
Sverige tävlade som nummer två (av tretton länder) och slutade efter juryöverläggningarna på delad fjärdeplats med Norge och Västtyskland på elva poäng. Siw Malmkvist representerade Sverige istället för Inger Berggren och/eller Östen Warnerbring. Vann gjorde Frankrike med 32 poäng, följt av värdlandet Storbritannien på 25 poäng. Monaco, som debuterat året innan och då blivit allra sist, slutade trea på 15 poäng. Allra sist blev istället Luxemburg, som precis återvänt till tävlingen.

### Fotnoter
1. ↑  Melodifestivalen 1960, 2 februari 1960, eftertexter.[källa från Wikidata]
2. ↑  ”Melodifestivalen 1960”. Sveriges Television. Arkiverad från originalet den 18 april 2013. https://archive.is/20130418112223/http://svt.se/melodifestivalen/ommelodifestivalen/melodifestivalen-1960. Läst 15 maj 2012.